# Sigfús Blöndal
Sigfús Blöndal (2 novembre 1874 – 19 marzo 1950) è stato un autore di lingua islandese e bibliotecario presso la Biblioteca Reale di Copenaghen, noto soprattutto per l'Íslensk-dönsk orðabók (dizionario islandese-danese), scritto insieme alla moglie Björg Þorláksdóttir Blöndal e a un piccolo gruppo di studiosi, i cui nomi compaiono sul frontespizio. La coppia e gli altri studiosi hanno impiegato quasi 20 anni per compilare il dizionario, che è stato pubblicato per la prima volta nel 1920-1924. Da allora sono state pubblicate due nuove edizioni. Un supplemento è stato pubblicato nel 1963 dagli editori Halldór Halldórsson e Jakob Benediktsson. Il Blöndalsbókin (libro di Blöndals) o Orðabók Blöndals (dizionario di Blöndals), come viene solitamente chiamato dagli islandesi, è una fonte essenziale della lingua islandese.
Blöndal insegnò islandese moderno all'Università di Copenaghen dal 1931 al 1946. Tradusse in islandese molte poesie greche antiche e alcune opere del poeta greco moderno Aristotelis Valaoritis.
Per 25 anni ha svolto ricerche sui Variaghi dell'Impero Romano d'Oriente e poco prima di morire ha completato un testo islandese sui Variaghi. Il suo libro in inglese sui Variaghi è diventato l'opera di riferimento tra gli storici sull'argomento.